# Бернарду Сілва
Бернарду Мота Вейга де Карвалью і Сілва (порт. Bernardo Mota Veiga de Carvalho e Silva; нар. 10 серпня 1994, Лісабон, Португалія) — португальський футболіст, півзахисник клубу «Манчестер Сіті» та збірної Португалії.

## Клубна кар'єра
Вихованець футбольної школи клубу «Бенфіка» зі свого рідного міста. Через високу конкуренцію він виступав в основному за дублюючу команду. 10 травня 2014 року в матчі проти «Порту» він дебютував у Сангріш лізі. У першому ж сезоні Сілва став чемпіоном країни, а також володарем Кубка Португалії та Кубка ліги, проте його внесок у загальний успіх був мінімальним.
Влітку 2014 року для отримання ігрової практики Бернардо на правах оренди перейшов у французьке «Монако». 17 серпня в матчі проти «Бордо» він дебютував у Лізі 1. 14 грудня у поєдинку проти «Марселя» Сілва забив свій перший гол за «Монако». На початку 2015 року монегаски викупили трансфер Бернарду за 15,8 млн. євро.
Провівши три загалом успішні сезони в «Монако», португалець уклав п'ятирічний контракт з англійським «Манчестер Сіті», якому трансфер гравця за неофіційними даними обійшовся вже у 50 мільйонів євро.

## Виступи за збірні
Виступав за юнацьку збірну Португалії на юнацькому чемпіонаті Європи з футболу (U-19) 2013 року у Литві, де забив гол у півфіналі в ворота однолітків з Сербії, але португальці поступились в серії пенальті і покинули турнір. Після цього Сільа був названий в числі десяти найкращих талантів в Європі у віці до 19 років на думку журналістів.
Протягом 2013-2015 років залучався до складу молодіжної збірної Португалії і разом з нею завоював срібні медалі молодіжного чемпіонату Європи у Чехії. На турнірі він зіграв у матчах проти збірних Англії, Італії, Німеччини і двічі Швеції. У поєдинку проти німців Сілва забив гол. Всього на молодіжному рівні зіграв у 13 офіційних матчах, забив 6 голів.
31 березня 2015 року дебютував в офіційних матчах у складі національної збірної Португалії в товариській грі проти збірної Кабо-Верде (0:2).
| Дата       | Місто              | Господарі      | Результат               | Гості              | Турнір                                    | Голи | Примітки |
| ---------- | ------------------ | -------------- | ----------------------- | ------------------ | ----------------------------------------- | ---- | -------- |
| 31-3-2015  | Ештуріл            | Португалія     | 0 – 2                   | Кабо-Верде         | товариський матч                          | -    | 61'      |
| 4-9-2015   | Лісабон            | Португалія     | 0 – 1                   | Франція            | товариський матч                          | -    | 85'      |
| 7-9-2015   | Шкодер             | Албанія        | 0 – 1                   | Португалія         | Відбір до ЧЄ 2016                         | -    | 65'      |
| 8-10-2015  | Брага (Португалія) | Португалія     | 1 – 0                   | Данія              | Відбір до ЧЄ 2016                         | -    | 76'      |
| 14-11-2015 | Краснодар          | Росія          | 1 – 0                   | Португалія         | товариський матч                          | -    | 90+1'    |
| 17-11-2015 | Люксембург         | Люксембург     | 0 – 2                   | Португалія         | товариський матч                          | -    | 63'      |
| 29-3-2016  | Лейрія             | Португалія     | 2 – 1                   | Бельгія            | товариський матч                          | -    | 46'      |
| 1-9-2016   | Порту              | Португалія     | 5 – 0                   | Гібралтар          | товариський матч                          | 1    | 46'      |
| 6-9-2016   | Базель             | Швейцарія      | 2 – 0                   | Португалія         | Відбір до ЧС 2018                         | -    |          |
| 7-10-2016  | Авейру             | Португалія     | 6 – 0                   | Андорра            | Відбір до ЧС 2018                         | -    |          |
| 25-3-2017  | Лісабон            | Португалія     | 3 – 0                   | Угорщина           | Відбір до ЧС 2018                         | -    | 76'      |
| 28-3-2017  | Фуншал             | Португалія     | 2 – 3                   | Швеція             | товариський матч                          | -    | 46'      |
| 3-6-2017   | Ештуріл            | Португалія     | 4 – 0                   | Кіпр               | товариський матч                          | -    | 46'      |
| 18-6-2017  | Москва             | Росія          | 0 – 1                   | Португалія         | Кубок Конфедерацій                        | -    | 71'      |
| 24-6-2017  | Санкт-Петербург    | Нова Зеландія  | 0 – 4                   | Португалія         | Кубок Конфедерацій                        | 1    | 45'      |
| 28-6-2017  | Казань             | Португалія     | 0 – 0 д.ч. (0 – 3 п.п.) | Чилі               | Кубок Конфедерацій                        | -    | 84'      |
| 31-8-2017  | Порту              | Португалія     | 5 – 1                   | Фарерські острови  | Відбір до ЧС 2018                         | -    |          |
| 3-9-2017   | Будапешт           | Угорщина       | 0 – 1                   | Португалія         | Відбір до ЧС 2018                         | -    | 63'      |
| 7-10-2017  | Андорра-ла-Велья   | Андорра        | 0 – 2                   | Португалія         | Відбір до ЧС 2018                         | -    |          |
| 10-10-2017 | Лісабон            | Португалія     | 2 – 0                   | Швейцарія          | Відбір до ЧС 2018                         | -    |          |
| 10-11-2017 | Візеу              | Португалія     | 3 – 0                   | Саудівська Аравія  | товариський матч                          | -    | 56'      |
| 14-11-2017 | Лейрія             | Португалія     | 1 – 1                   | США                | товариський матч                          | -    | 62'      |
| 23-3-2018  | Цюрих              | Португалія     | 2 – 1                   | Єгипет             | товариський матч                          | -    | 68'      |
| 28-5-2018  | Брага              | Португалія     | 2 – 2                   | Туніс              | товариський матч                          | -    | 72'      |
| 2-6-2018   | Брюссель           | Бельгія        | 0 – 0                   | Португалія         | товариський матч                          | -    | 78'      |
| 7-6-2018   | Лісабон            | Португалія     | 3 – 0                   | Алжир              | товариський матч                          | -    | 65'      |
| 15-6-2018  | Сочі               | Португалія     | 3 – 3                   | Іспанія            | ЧС 2018 - груповий етап                   | -    | 69'      |
| 20-6-2018  | Москва             | Португалія     | 1 – 0                   | Марокко            | ЧС 2018 - груповий етап                   | -    | 59'      |
| 25-6-2018  | Саранськ           | Іран           | 1 – 1                   | Португалія         | ЧС 2018 - груповий етап                   | -    | 70'      |
| 30-6-2018  | Сочі               | Уругвай        | 2 – 1                   | Португалія         | ЧС 2018 - 1/8 фіналу                      | -    |          |
| 6-9-2018   | Лісабон            | Португалія     | 1 – 1                   | Хорватія           | товариський матч                          | -    | 46'      |
| 10-9-2018  | Лісабон            | Португалія     | 1 – 0                   | Італія             | Ліга націй УЄФА 2018—2019 - груповий етап | -    |          |
| 11-10-2018 | Хожув              | Польща         | 2 – 3                   | Португалія         | Ліга націй УЄФА 2018—2019 - груповий етап | 1    | 77' 90'  |
| 17-11-2018 | Мілан              | Італія         | 0 – 0                   | Португалія         | Ліга націй УЄФА 2018—2019 - груповий етап | -    |          |
| 22-3-2019  | Лісабон            | Португалія     | 0 – 0                   | Україна            | Відбір до ЧЄ 2020                         | -    |          |
| 25-3-2019  | Лісабон            | Португалія     | 1 – 1                   | Сербія             | Відбір до ЧЄ 2020                         | -    |          |
| 5-6-2019   | Порту              | Португалія     | 3 – 1                   | Швейцарія          | Ліга націй УЄФА 2018—2019 - півфінал      | -    |          |
| 9-6-2019   | Порту              | Португалія     | 1 – 0                   | Нідерланди         | Ліга націй УЄФА 2018—2019 - фінал         | -    |          |
| 7-9-2019   | Белград            | Сербія         | 2 – 4                   | Португалія         | Відбір до ЧЄ 2020                         | 1    |          |
| 10-9-2019  | Вільнюс            | Литва          | 1 – 5                   | Португалія         | Відбір до ЧЄ 2020                         | -    | 89'      |
| 11-10-2019 | Лісабон            | Португалія     | 3 – 0                   | Люксембург         | Відбір до ЧЄ 2020                         | 1    | 77'      |
| 14-10-2019 | Київ               | Україна        | 2 – 1                   | Португалія         | Відбір до ЧЄ 2020                         | -    |          |
| 14-11-2019 | Фару               | Португалія     | 6 – 0                   | Литва              | Відбір до ЧЄ 2020                         | 1    | 66'      |
| 17-11-2019 | Люксембург         | Люксембург     | 0 – 2                   | Португалія         | Відбір до ЧЄ 2020                         | -    | 70'      |
| 5-9-2020   | Порту              | Португалія     | 4 – 1                   | Хорватія           | Ліга націй УЄФА 2020—2021 - груповий етап | -    | 78'      |
| 8-9-2020   | Стокгольм          | Швеція         | 0 – 2                   | Португалія         | Ліга націй УЄФА 2020—2021 - груповий етап | -    | 22'      |
| 7-10-2020  | Лісабон            | Португалія     | 0 – 0                   | Іспанія            | товариський матч                          | -    | 46'      |
| 11-10-2020 | Сен-Дені           | Франція        | 0 – 0                   | Португалія         | Ліга націй УЄФА 2020—2021 - груповий етап | -    | 61'      |
| 14-10-2020 | Лісабон            | Португалія     | 3 – 0                   | Швеція             | Ліга націй УЄФА 2020—2021 - груповий етап | 1    | 75'      |
| 11-11-2020 | Лісабон            | Португалія     | 7 – 0                   | Андорра            | товариський матч                          | -    | 46'      |
| 14-11-2020 | Лісабон            | Португалія     | 0 – 1                   | Франція            | Ліга націй УЄФА 2020—2021 - груповий етап | -    | 71'      |
| 17-11-2020 | Спліт              | Хорватія       | 2 – 3                   | Португалія         | Ліга націй УЄФА 2020—2021 - груповий етап | -    | 71'      |
| 24-3-2021  | Турин              | Португалія     | 1 – 0                   | Азербайджан        | Відбір до ЧС 2022                         | -    | 88'      |
| 27-3-2021  | Белград            | Сербія         | 2 – 2                   | Португалія         | Відбір до ЧС 2022                         | -    |          |
| 30-3-2021  | Люксембург         | Люксембург     | 1 – 3                   | Португалія         | Відбір до ЧС 2022                         | -    | 68'      |
| 9-6-2021   | Лісабон            | Португалія     | 4 – 0                   | Ізраїль            | товариський матч                          | -    | 71'      |
| 15-6-2021  | Будапешт           | Угорщина       | 0 – 3                   | Португалія         | ЧЄ 2020 - груповий етап                   | -    | 71'      |
| 19-6-2021  | Мюнхен             | Португалія     | 2 – 4                   | Німеччина          | ЧЄ 2020 - груповий етап                   | -    | 46'      |
| 23-6-2021  | Будапешт           | Португалія     | 2 – 2                   | Франція            | ЧЄ 2020 - груповий етап                   | -    | 72'      |
| 27-6-2021  | Севілья            | Бельгія        | 1 – 0                   | Португалія         | ЧЄ 2020 - 1/8 фіналу                      | -    | 58'      |
| 1-9-2021   | Фару               | Португалія     | 2 – 1                   | Ірландія           | Відбір до ЧС 2022                         | -    |          |
| 7-9-2021   | Баку               | Азербайджан    | 0 – 3                   | Португалія         | Відбір до ЧС 2022                         | 1    | 78'      |
| 9-10-2021  | Фару               | Португалія     | 3 – 0                   | Катар              | товариський матч                          | -    | 60'      |
| 12-10-2021 | Фару               | Португалія     | 5 – 0                   | Люксембург         | Відбір до ЧС 2022                         | -    | 80'      |
| 14-11-2021 | Лісабон            | Португалія     | 1 – 2                   | Сербія             | Відбір до ЧС 2022                         | -    | 64'      |
| 24-3-2022  | Порту              | Португалія     | 3 – 1                   | Туреччина          | Відбір до ЧС 2022                         | -    |          |
| 29-3-2022  | Порту              | Португалія     | 2 – 0                   | Північна Македонія | Відбір до ЧС 2022                         | -    | 87'      |
| 2-6-2022   | Севілья            | Іспанія        | 1 – 1                   | Португалія         | Ліга націй УЄФА 2022—2023 - груповий етап | -    | 39'      |
| 5-6-2022   | Лісабон            | Португалія     | 4 – 0                   | Швейцарія          | Ліга націй УЄФА 2022—2023 - груповий етап | -    | 67'      |
| 9-6-2022   | Лісабон            | Португалія     | 2 – 0                   | Чехія              | Ліга націй УЄФА 2022—2023 - груповий етап | -    | 68'      |
| 12-6-2022  | Лансі              | Швейцарія      | 1 – 0                   | Португалія         | Ліга націй УЄФА 2022—2023 - груповий етап | -    | 62'      |
| 24-9-2022  | Прага              | Чехія          | 0 – 4                   | Португалія         | Ліга націй УЄФА 2022—2023 - груповий етап | -    | 67'      |
| 27-9-2022  | Брага              | Португалія     | 0 – 1                   | Іспанія            | Ліга націй УЄФА 2022—2023 - груповий етап | -    | 46' 73'  |
| 17-11-2022 | Лісабон            | Португалія     | 4 – 0                   | Нігерія            | товариський матч                          | -    | 46'      |
| 24-11-2022 | Доха               | Португалія     | 3 – 2                   | Гана               | ЧС 2022 - груповий етап                   | -    | 88'      |
| 28-11-2022 | Лусаїл             | Португалія     | 2 – 0                   | Уругвай            | ЧС 2022 - груповий етап                   | -    |          |
| 2-12-2022  | Ер-Раян            | Південна Корея | 2 – 1                   | Португалія         | ЧС 2022 - груповий етап                   | -    | 82'      |
| 6-12-2022  | Лусаїл             | Португалія     | 6 – 1                   | Швейцарія          | ЧС 2022 - 1/8 фіналу                      | -    | 81'      |
| 10-12-2022 | Доха               | Марокко        | 1 – 0                   | Португалія         | ЧС 2022 - чвертьфінал                     | -    |          |
| 23-3-2023  | Лісабон            | Португалія     | 4 – 0                   | Ліхтенштейн        | Відбір до ЧЄ 2024                         | 1    | 78'      |
| 26-3-2023  | Люксембург         | Люксембург     | 0 – 6                   | Португалія         | Відбір до ЧЄ 2024                         | 1    | 64'      |
| Усього     |                    | Матчів         | 80                      |                    | Голів                                     | 10   |          |

## Досягнення
- Чемпіон Португалії (1):

«Бенфіка»: 2013-14
- Володар Кубку Португалії (1):

«Бенфіка»: 2013-14
- Володар Кубка португальської ліги (1):

«Бенфіка»: 2013-14
- Чемпіон Франції (1):

«Монако»: 2016-17
- Чемпіон Англії (6):

«Манчестер Сіті»: 2017-18, 2018-19, 2020-21, 2021-22, 2022-23, 2023-24
- Володар Кубка Ліги (4):

«Манчестер Сіті»: 2017-18, 2018-19, 2019-20, 2020-21
- Володар Суперкубка Англії (2):

«Манчестер Сіті»: 2018, 2019
- Володар Кубка Англії (2):

«Манчестер Сіті»: 2018-19, 2022-23
- Переможець Ліги чемпіонів УЄФА (1):

«Манчестер Сіті»: 2022-23
- Переможець Клубного чемпіонату світу (1):

«Манчестер Сіті»: 2023
- Володар Суперкубка Англії (1):

«Манчестер Сіті»: 2024
Збірні
- Переможець Ліги націй УЄФА: 2018-19, 2024-25